# Raphael Semmes

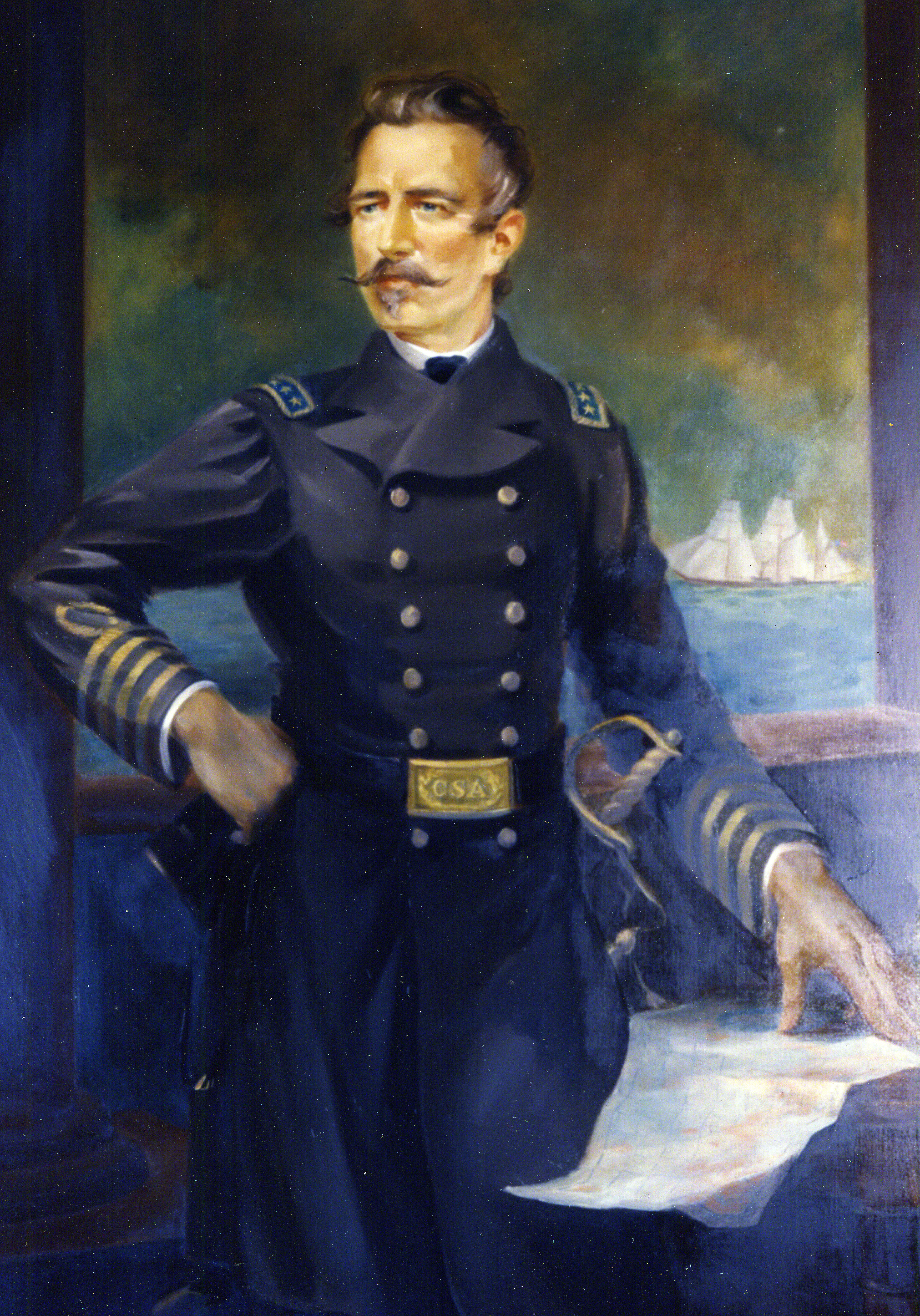
Amiral Raphael Semmes i sydstatsflottans uniform.

Raphael Semmes (uttal: Simmz), född 27 september 1809, död 30 augusti 1877, var en amiral i sydstatsflottan under det amerikanska inbördeskriget. Han är känd för att ha fört befälet över två handelskryssare som orsakade nordstaternas handelsjöfart svåra förluster. Semmes var en ivrig försvarare av slaveriet.

## Förenta Staternas flotta
Semmes var född i Maryland. Han blev kadett i Förenta Staternas flotta 1826 och löjtnant 1837, efter att under mellantiden avlagt advokatexamen. Semmes var i aktiv tjänst under det mexikanska kriget och gjorde sedan Mobile, Alabama till sin hemstad. När Alabama utträdde ur unionen tog Semmes som då var kapten avsked och inträdde i sydstaternas flotta.  

## Sydstatsflottan

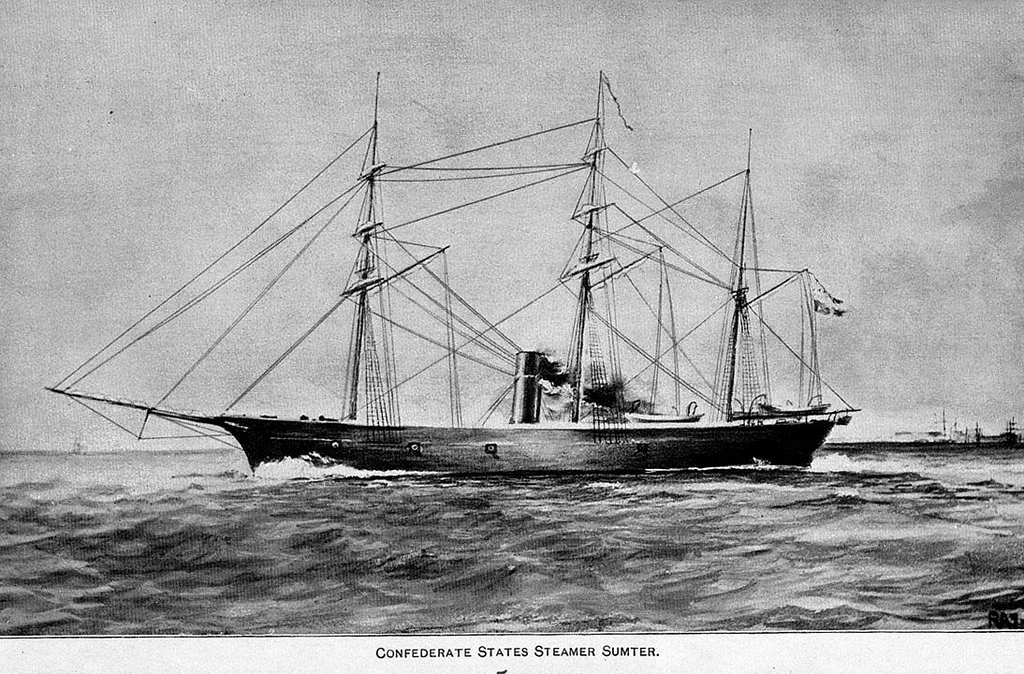
CSS Sumter

Semmes blev kapten vid sydstatsflottan och chef på handelskryssaren CSS Sumter, ett barkriggat propellerångfartyg om 473 ton ursprungligen byggt som handelsfartyg och sedan köpt och armerat av sydstaterna. I slutet av juni 1861 började Semmes sitt handelskrig mot nordstaternas sjöfart i Västindien och söderut till Brasilien. När Sumter kolade på Martinique upptäcktes hon av ett av unionsflottans örlogsfartyg. Men Semmes lyckades föra ut sitt fartyg i skydd av nattens mörker och styrde mot Spanien, där hon angjorde Cadiz i januari 1862. De spanska myndigheterna tillät inte Semmes att kola sitt fartyg och han lade därför upp det i Gibraltar, där det sedermera såldes till privata brittiska intressen. Under expeditionen tog Semmes 18 handelsfartyg från nordstaterna. De fartyg där även lasten tillhörde nordstatsintressen brändes, de fartyg där lasten tillhörde neutrala ägare frisläpptes mot löfte om att betala fartygets värde till sydstatsregeringen efter kriget.

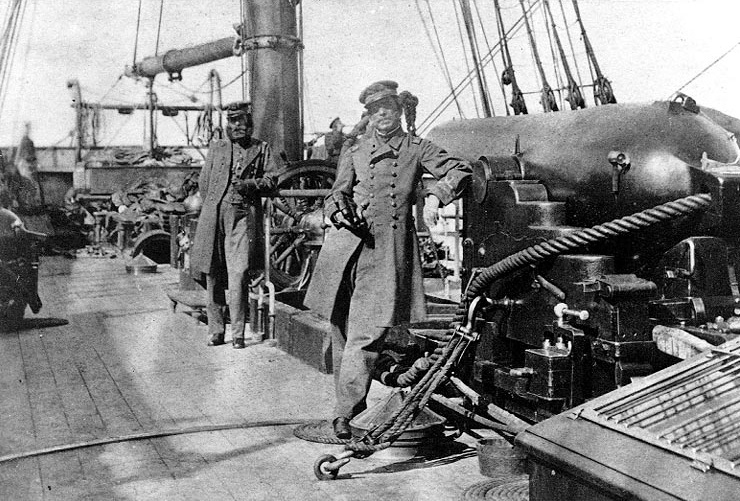
Kommendörkapten Semmes (i förgrunden) med sin sekond ombord på CSS Alabama 1863.

Från Gibraltar begav sig Semmes till Azorerna där han i augusti 1862 tog befälet över CSS Alabama, en skeppsriggad propellerångkorvett on 1050 ton som i hemlighet och i strid med neutralitetsreglerna byggts i England för konfederationens räkning. Detta orsakade en långvarig diplomatisk konflikt mellan Förenta Staterna och Storbritannien, den så kallade Alabama-affären. Semmes som befordrats till kommendörkapten tillbringade två månader i Nordatlanten där han tog och brände 20 nordstatsfartyg, de flesta valfångare. Han tog därefter Alabama till vattnen kring Newfoundland där han tog nordstatsfartyg på väg till Europa med spannmål, fortsatte sedan till Västindien och därefter till Texas där han tog och sänkte en av unionsflottans ångkanonbåtar. Semmes kryssade sedan utanför Brasiliens kust, där han använde den avlägsna ön Fernando de Noronha som bas. Alabama seglade sedan till ostindiska farvatten under sex månader där hon tog sju fartyg och återvände sedan till Europa. I Cherbourg fick Semmes kola men inte reparera och seglade sedan i mitten av juni 1864 ut för att möta unionsflottans väntande korvett USS Kearsarge. Efter en hård strid strök han flagg eftersom hans fartyg höll på att sjunka. De flesta av Alabamas sjömän plockades upp av Kearsarge och blev krigsfångar men Semmes och 41 andra räddades av en engelsk yacht.

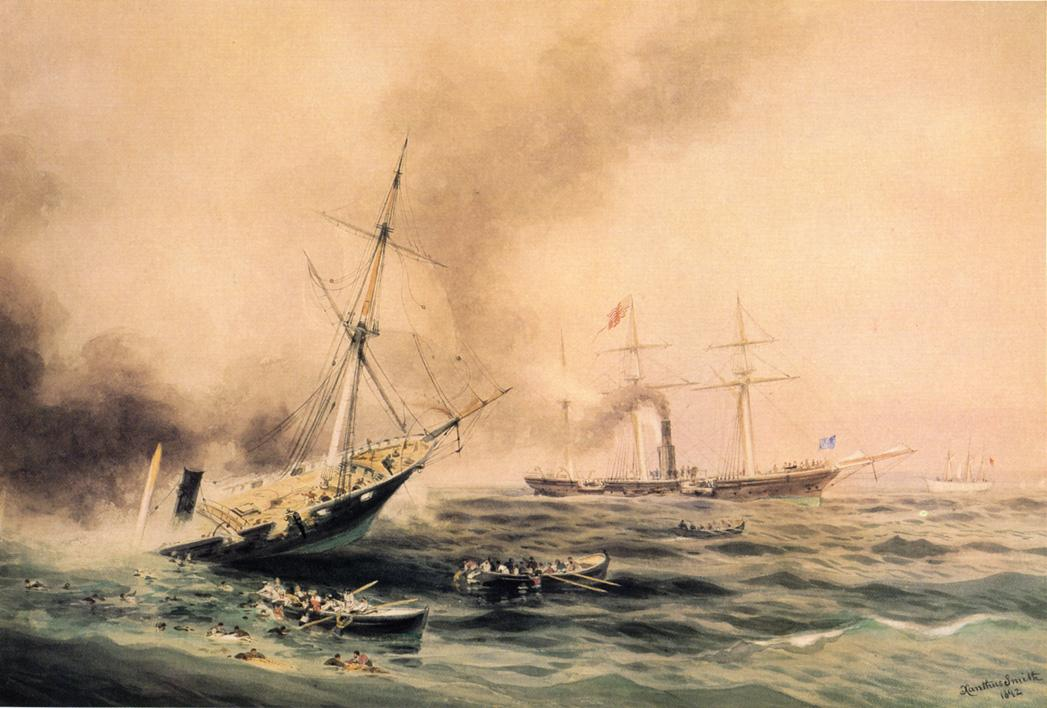
CSS Alabama sjunker efter striden vid Cherbourg 1864.

Eftersom han undgick krigsfångenskapen kunde Semmes återvända till sydstaterna, där han befordrades till amiral och blev i början på 1865 ny chef för sydstatseskadern på Jamesfloden med stab i Richmond. Men kriget var nästan över och Semmes var snart tvungen att spränga sina fartyg i luften och låta sina sjömän kämpa som infanterister.  Det handelskrig som Semmes och andra fartygschefer utkämpade förändrade inte krigets utgång. Men många av unionsflottans fartyg som annars skulle ha använts för att upprätthålla blockaden av sydstaterna avdelades för att förfölja sydstatsflottans handelskryssare. Handelskriget drev också upp försäkringskostnaderna till kolossala höjder och tvingade nordstaternas handelsfartyg att ligga still i hamnarna eller registrera sig under främmande flagg. Kriget gjorde att den amerikanska handelsflottan aldrig återfick den dominerande ställning på sjöfartsmarknaden som de tidigare haft. Som officer i sydstatsflottan kämpade Semmes uttryckligen för slaveriets bevarande. Han såg inbördeskriget som ett abolitionistiskt korståg mot sydstaternas egendomsrätt. Vid kontakter med vänligt sinnade utländska myndigheter påpekade han gärna att han stred för slaveriets bevarande inte bara i den amerikanska södern utan även i Brasilien och på Kuba.

## Efter kriget
Efter kriget blev Semmes advokat och skrev två böcker om sina krigsminnen.